# 克桑滕大教堂
克桑滕大教堂（德語：Xantener Dom），又稱聖維克托大教堂（德語：St.-Viktor-Dom），是德國城市克桑滕的一座羅馬天主教教堂。這座教堂有「科隆和大海之間最大的主教座堂」之稱。1936年，這座教堂被庇護十一世宣布為次级宗座圣殿。雖然這座教堂被稱為Dom，但實際上從未設有主教座。

## 外部連結
- St. Victor's Cathedral （页面存档备份，存于）, Xanten tourism site
- （德文） St. Victor's Cathedral（页面存档备份，存于） - Official site

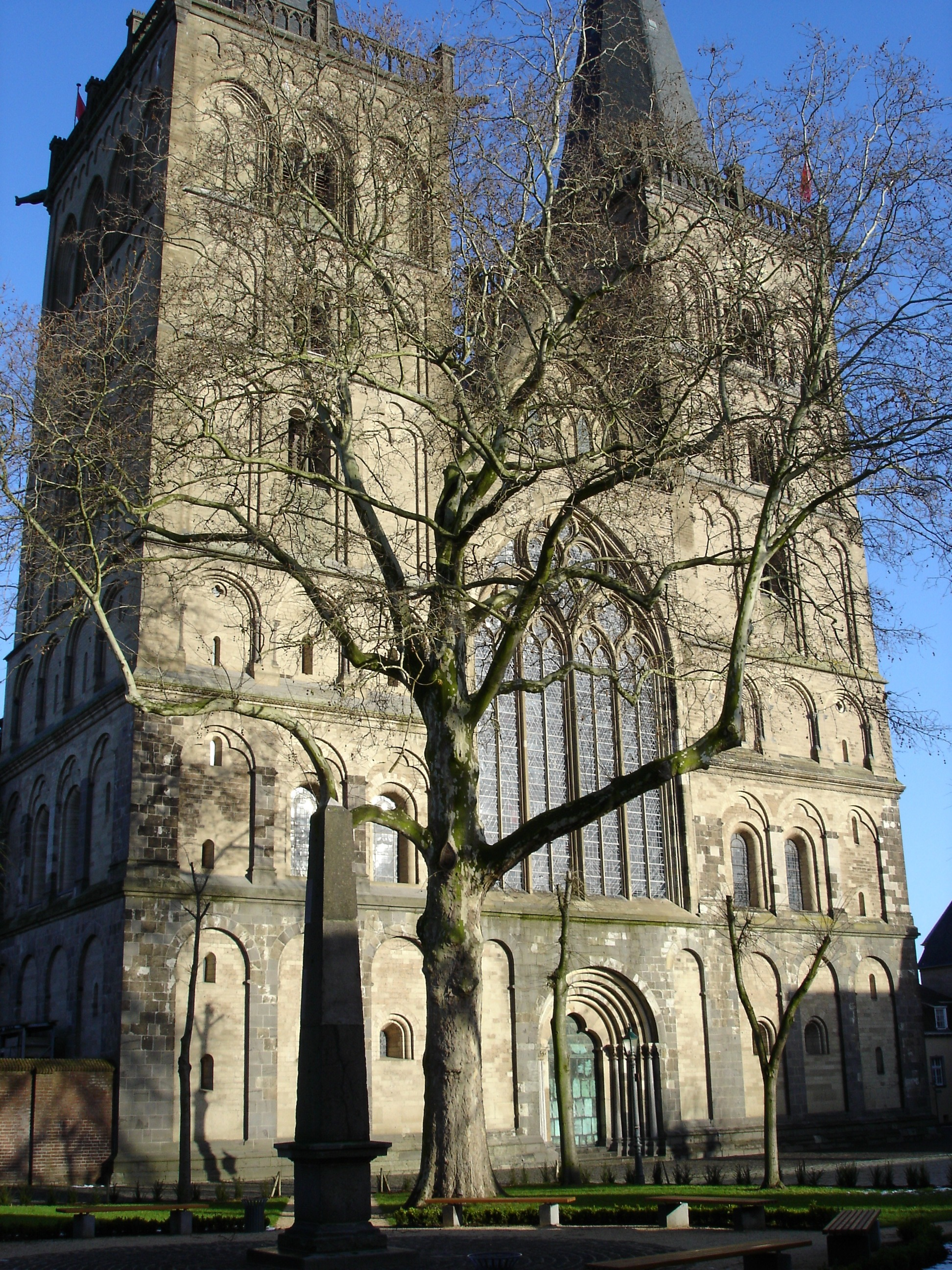
克桑滕大教堂

- （德文） Xantener Dombauverein （页面存档备份，存于）

51°39′44″N 6°27′14″E / 51.6622°N 6.4539°E